# Unión Aragonesista
La Unión Aragonesista (UA) va ser una organització aragonesista amb seu en Barcelona, fundada l'1 de desembre de 1917 com Unión Regionalista de Barcelona per deu persones que pretenien organitzar un grup que promogués l'autonomia per a Aragó.
En un primer moment estava lligada a la Unión Regionalista Aragonesa (URA) però al cap de poc es va transformar en la principal organització aragonesista. Els primers dirigents van ser Teodoro Barasona i José María Mur. El novembre de 1918 es tria una Junta dirigida per José Alfaro Calvo i Gaspar Torrente i convoquen una Assemblea Regionalista Aragonesa a Barcelona en la qual participa la URA de Saragossa.
A fins de 1919, ja de nou dirigida per Jose María Mur, l'organització va canviar el nom a Unión Aragonesista. L'abril del 1922 la UA va llançar una campanya per a aconseguir l'establiment d'una Mancomunitat per a Aragó i elaborar un projecte d'Estatut.
En 1918 es va establir la Juventud Regionalista Aragonesa, que en 1919 canvia el seu nom pel de Juventud Aragonesista de Barcelona. En 1929 es va establir una secció femenina.
La UA va donar suport al Directori militar de Primo de Rivera amb l'esperança que eliminés el règim clientelista i caciquista. Encara que durant la Dictadura de Primo de Ribera va seguir existint, tot just va mantenir activitat fins que en 1929 va publicar un manifest i va reactivar la militància, aproximadament 125 socis, que en 1929 van triar com a president a Julio Alfaro.
Durant els primers anys de la Segona República la UA es va dedicar preferentment l'activitats culturals fins que al juliol de 1933 realitzà una crida per a la creació d'un partit aragonesista i va promoure la creació d'un Comitè-pro Estatut aragonès, enviant al maig de 1936 dos representants al Congrés de Casp.
En 1936 la Unión Aragonesista tenia al voltant de 250 afiliats. El seu òrgan d'expressió era la publicació El Ebro. El seu primer exemplar sortí el 15 de desembre de 1917, amb periodicitat mensual. El periòdic va desaparèixer al març de 1933, encara que en 1936 van aparèixer dos números aïllats.